# 女ともだち (柴門ふみの漫画)
『女ともだち』（おんなともだち）は、柴門ふみによる日本の漫画。双葉社『別冊漫画アクション』にて、1983年から1988年にかけて連載、アクションコミックスより刊行された。全6巻。その後、1994年（平成6年）に双葉文庫から文庫化された。一話完結の形式で、各話ごとに異なる女性たちが主人公となり、様々な恋愛模様が繰り広げられる。
1986年と2020年にテレビドラマ化。

## テレビドラマ

### 1986年版
TBS系列で1986年（昭和61年）7月11日から同年9月26日まで金曜ドラマ（毎週金曜日22:00 - 22:54）で放送された。
テレビドラマ版では、日本航空のグランドホステス・杉田恵以子（古手川祐子）、ウィンドウディスプレイデザイナーの柏木園子（原田美枝子）、結婚相談所勤務の田川路子（宮崎美子）の3人の女性を中心に、結婚したいという思いは強いが、30歳目前という結婚へのラストチャンスとなった年齢に悩む3人の愛と夢、悩みとその自立などの模様を描いた。
恋人と別れたばかりで落ち込む恵以子は、偶然入ったプラネタリウムで八田況二という男性に「星を買いませんか」と言われて出会い、誘われるままに「自分の星を見るツアー」に参加。恵以子はそこで園子、路子と出会い、意気投合する。
柴門ふみ作品としてはこれが初のテレビドラマ化。プロデューサーの大山勝美は、同じTBSの『想い出づくり。』（1981年放送）のパート2的なドラマをと製作したとのことで、「『想い出づくり。』のハイミス版」とも紹介されている。演出の龍至政美は「恵以子、園子、路子の3人のヒロインは20代半ばを独身のまま跳び越え、次に見えて来た30代というハードルをどう跳び越えるかを『仕事』『性』『結婚』の三問題に絞って描いていく」と話している。「自分の星を見るツアー」の場所は山梨県の清里のペンションがロケに使われたが、天体観測が出来るドームの設備がそこには無かったため、ペンションの屋根に引き上げるために軽くするべく、木の骨組みにベニヤ板で半円形のドームを作って屋根の上に据え付け、これと同じセットをもう一つスタジオの中で組んでそれぞれ撮影に臨んだ。

#### キャスト（1986年版）
- 杉田恵以子〈27〉 - 古手川祐子
短大卒。スチュワーデス志望で航空業界を目指したが両親の反対から、グランドホステスとして日本航空入社。明るく頑張り屋な性格で、旅行会社関係者の間で人気が高い。両親と弟がいる。仕事と家庭を両立したい中間派[4]。
- 柏木園子〈29〉 - 原田美枝子
短大卒業後上京し、デザイン専門学校卒業後ウィンドウディスプレイ工房「コスモス」にデザイナーとして入る。趣味はバイク、坂上弘は恋人。仕事が生き甲斐という志向[4]。
- 田川路子〈28〉 - 宮崎美子
高校卒業後上京。結婚相談所に勤務しているが、自分は他の結婚相談所に登録している。男性のことで苦い経験をしたことから用心深く、妹の容子から「古い」と言われる。堅実な専業主婦志望派[4]。
- 木川田太郎〈36〉 - 神田正輝
ショップデザイナーで、ドリーム・ステラ・クラブ「自分の星を見るツアー」主催者。恵以子、園子、路子にとって憧れの存在[4]。
- 生田竜也（カーレーサー） - 野口五郎
- 田川容子〈20〉 - 柏原芳恵
路子の妹。専門学校に進学として突然上京して来た。姉とは反対に行動力がある。ボーイフレンドがいる[4]。
- 坂上弘〈24〉 - 山口健二
東西装飾社員、技術系サラリーマン。園子とは「通い同棲」の関係だが、甘え過ぎから園子から疎まれたりすることもある[4]。
- 吉川かずみ - 石井めぐみ
- 榊昌夫（水産試験所所員） - 榎木孝明
- 八田況二〈30〉 - 大橋吾郎
ドリームステラクラブ社員。木川田の信奉者[4]。
- 中根淳 - 宮川一朗太
- 木川田セーラ（太郎の娘） - リサ・パトリック
- 木川田シモーヌ（太郎の妻） - ジェーン・ロバートソン
- 杉田君子（恵以子の母） - 岩崎加根子
- 杉田進也（恵以子の弟） - 長島ナオト
- 杉田和雄（恵以子の父） - 飯沼慧
- 市川七重〈45〉 - ホキ徳田
ウィンドウディスプレイ工房「コスモス」の社長[4]。
- 倉持睦子（大和物産社長夫人） - 野際陽子
- 久保田由美（日本航空グランドホステス） - 平沢智子
- 沢村麻子（日本航空グランドホステス） - 吉川十和子
- 上田玉恵（路子の同僚、トゥゲザーシステムインターナショナル社員） - 黒川明子
- 杉下（日本航空社員） - 久保和彦
- 笠井（コスモス社員） - 伏見哲夫
- 高橋英之 - 仲恭司
- 高井将之〈38〉 - 山口将之
旅行代理店「トップ観光」の営業部長で、紀夫の上司。仕事はやり手。妻子がいるが、紀夫のことで恵以子の相談に乗っているうちに恵以子と深い仲になる[4]。
- 井沢紀夫〈28〉 - 石田純一
トップ観光社員。恵以子とは空港で知り合ったのをきっかけに恋人になる。一人息子であることから積極性に欠ける性格だが、女性にはもてる[4]。
- 早坂直家
- 橘雪子
- 北見青子
- 奈津れい子
- 根本里生子
- 川上やすお
- 山田鉄雄（JAL機の搭乗客） - 石井光三（第3話）
- 若村透（芸能プロダクションのスカウト） - 松澤一之（第3話）
- トゥゲザーシステムインターナショナルの客 - 町田博子（第3話）
- 高橋菊江（英之の母） - 佐々木すみ江（第7話）

#### スタッフ（1986年版）
- 原作 - 柴門ふみ
- 制作プロデューサー - 大山勝美
- プロデューサー - 大山勝美、下田文子
- 脚本 - 福田陽一郎、宮川一郎、志村みどり
- 演出 - 龍至政美、井下靖央、大山勝美、福田新一
- 音楽 - 朝川朋之
- 技術 - 安藤健治
- カメラ - 大場俊
- 照明 - 和田洋一
- 制作 - TBS

#### 主題歌（1986年版）
- 『女ともだち』（歌：柏原芳恵）
  - 作詞：川村真澄／作曲：筒美京平／編曲：船山基紀

#### 放映日程（1986年版）
| 話数   | 放送日  | サブタイトル             | 脚本                | 演出     |
| ------ | ------- | ------------------------ | ------------------- | -------- |
| 第1話  | 7月11日 | あなたの星を買いませんか | 福田陽一郎          | 龍至政美 |
| 第2話  | 7月18日 | ひと夏の恋でいい         | 福田陽一郎          | 龍至政美 |
| 第3話  | 7月25日 | 彼を私にください         | 福田陽一郎          | 井下靖央 |
| 第4話  | 8月01日 | 私、妊娠しました         | 宮川一郎            | 大山勝美 |
| 第5話  | 8月08日 | なにが女の友情よ         | 宮川一郎 志村みどり | 福田新一 |
| 第6話  | 8月15日 | 突然ザ・レイプ           | 宮川一郎            | 井下靖央 |
| 第7話  | 8月22日 | 雨に濡れて恋             | 宮川一郎 志村みどり | 大山勝美 |
| 第8話  | 8月29日 | 男の愛だから             | 宮川一郎            | 井下靖央 |
| 第9話  | 9月05日 | 恋の宣戦布告             | 宮川一郎 志村みどり | 大山勝美 |
| 第10話 | 9月12日 | 傷ある求婚レース         | 宮川一郎 志村みどり | 井下靖央 |
| 第11話 | 9月19日 | 愛があるから求婚         | 宮川一郎 志村みどり | 福田新一 |
| 最終話 | 9月26日 | 翔んでみようか           | 宮川一郎 志村みどり | 福田新一 |

| TBS 金曜ドラマ                            | TBS 金曜ドラマ                         | TBS 金曜ドラマ                                          |
| 前番組                                    | 番組名                                 | 次番組                                                  |
| ----------------------------------------- | -------------------------------------- | ------------------------------------------------------- |
| 深夜にようこそ （1986年6月13日 - 7月4日） | 女ともだち （1986年7月11日 - 9月26日） | 金曜日には花を買って （1986年10月10日 - 1987年1月23日） |

### 2020年版
BSテレ東およびテレビ大阪の「真夜中ドラマ」枠にて2020年4月12日（11日深夜）から7月26日（25日深夜）に放送された。時代設定を令和に移してドラマ化され、18年ぶりの連続ドラマ主演となる原沙知絵が主演を務める。
新型コロナウイルスの感染拡大の影響で、物語の終盤まで進んでいた撮影が中断。このため、6月中は8話分の中から「傑作選」を放送し、7月5日（4日深夜）より放送再開、第9話を放送した。
キャッチコピーは「女性の純情と強がりーー柴門ふみ」。

#### キャスト（2020年版）

##### メインキャスト
乾 セツ（いぬい せつ）〈40〉
演 - 原沙知絵
主人公。シューズデザイナー。ちさととは25年の付き合い。不感症。
小野沢 ちさと（おのざわ ちさと）〈39〉
演 - 磯山さやか
主人公。主婦で、ダイニングバー「アミーゴス」店員。セツとは25年の付き合い。結婚前までは翻訳家として出版社で働いていた。
平井 保（ひらい たもつ）〈39〉
演 - 袴田吉彦
セツの不倫相手。セツとは大学時代の元同級生。
小野沢 ミツル（おのざわ みつる）〈43〉
演 - 竹財輝之助
ちさとの夫。有名な広告カメラマン。昔から浮気癖のあるモテ男。
杉浦 亮（すぎうら りょう）〈24〉
演 - 須賀健太
ダイニングバー「アミーゴス」店員。ゲイ。
天野 登良松（あまの とらまつ）〈55〉
演 - 八十田勇一
ダイニングバー「アミーゴス」店長。ポルトガル料理を振る舞う。
小野沢 大地（おのざわ だいち）〈7〉
演 - 鳥越壮真
ちさとの息子。愛称「チー助」。
チャコ〈27〉
演 - 片山萌美
ミツルの不倫相手。幼稚園教員で、チー助が年長の時に担任をしていた。
近沢 マミ（ちかざわ まみ）〈14〉
演 - 凛美
平井の姪。セツの前に度々現れる。
高田 七海（たかだ ななみ）〈21〉
演 - 森田涼花（第7話 - ）
ダイニングバー「アミーゴス」店員。元地下アイドル。漫画家の卵と付き合っている。

##### ゲスト出演
第1話
セツの取引先相手
演 - 谷田部俊（我が家）
第3話
波子（なみこ）〈30〉
演 - おのののか
「アミーゴス」に通うきれいな女性客。22回プロポーズされた経験を持つ。
吉田（よしだ）
演 - 森優作
医者の卵で、波子の元彼。
冴えない女
演 - 吉田治加（おとぎばなし）
第4話
医師
演 - 美智（第7話）
セツの通う産婦人科の女性医師。
第5話
佐野 裕美子（さの ゆみこ）〈46〉
演 - 渡辺真起子（第6話）
ちさとの元上司で、出版社勤務。仕事人気質のキャリアウーマン。
チャコの友人
演 - 加藤紗希
第6話
島森（しまもり）〈46〉
演 - 山本浩司
裕美子の同僚。
第7話
女子中学生
演 - 山本華菜乃
近沢マミに似た風貌をしている。
第8話
章子（あきこ）〈34〉
演 - 上地春奈
「アミーゴス」の女性客。不妊に悩んでいる。
光一（こういち）〈35〉
演 - 飛永翼（ラバーガール）
章子の元夫。
第9話
関 礼子（せき れいこ）〈21〉
演 - 小島藤子
七海の幼馴染。アプリで知り合った男に金を奪われた上で捨てられる。
遠藤 ミノル（えんどう みのる）
演 - 市川知宏
豊柴商事株式会社総務部勤務。
小森 明義（こもり あきよし）
演 - 増田朋弥
豊柴商事株式会社営業部勤務。
第10話
慎一（しんいち）〈20〉
演 - 山下航平
バーの客。童貞で悩んでいる。
バーテンダー
演 - 中原和宏
第12話
中岡 裕太（なかおか ゆうた）〈27〉
演 - 和合真一
亮の元彼。
吾郎（ごろう）〈26〉
演 - きいた
裕太の今彼。
マミの友人
演 - 田幡妃菜

#### スタッフ（2020年版）
- 原作 - 柴門ふみ『女ともだち』（双葉社刊）
- 脚本 - 吉川菜美、狗飼恭子
- 監督 - 久万真路、大内隆弘、吉川鮎太
- 音楽 - G.RINA×鈴木俊介×石塚徹
- 主題歌 - ドラマストア 「東京無理心中」（Ladder Records）[9]
- 音楽プロデューサー - 田井モトヨシ
- ポルトガル料理監修 - 柴田奈津実
- 技術協力 - バル・エンタープライズ
- 美術協力 - KHKアート、ザプルーダ フィルムスタジオ
- ポスプロ - ビーグル、シネマサウンドワークス
- 企画協力 - 石井光雄（エムロックス）
- プロデューサー - 小林教子（テレビ東京）、奥村麻美子（ホリプロ）
- 制作 - BSテレ東、ホリプロ
- 製作著作 - 「女ともだち」製作委員会2020

#### 放送日程（2020年版）
| 各話   | 放送日  | ラテ欄                     | 脚本     | 監督     |
| ------ | ------- | -------------------------- | -------- | -------- |
| 第1話  | 4月12日 | 原作柴門ふみ・不朽の名作   | 吉川菜美 | 久万真路 |
| 第2話  | 4月19日 | 今度の浮気は本気なの?      | 吉川菜美 | 久万真路 |
| 第3話  | 4月26日 | 未練と愛の違いとは…?       | 狗飼恭子 | 大内隆弘 |
| 第4話  | 5月03日 | 不倫相手との子を妊娠!?     | 吉川菜美 | 大内隆弘 |
| 第5話  | 5月10日 | 夫の彼女と鉢合わせ…!?      | 吉川菜美 | 吉川鮎太 |
| 第6話  | 5月17日 | シンデレラ15年の想い       | 狗飼恭子 | 吉川鮎太 |
| 第7話  | 5月24日 | 愛の勝負…? 浮気相手の正体  | 狗飼恭子 | 久万真路 |
| 第8話  | 5月31日 | 女の本当の「敵」とは…      | 狗飼恭子 | 吉川鮎太 |
| 第9話  | 7月05日 | 男に騙された女ともだち     | 狗飼恭子 | 大内隆弘 |
| 第10話 | 7月12日 | セツとちさとに訪れた試練!? | 吉川菜美 | 大内隆弘 |
| 第11話 | 7月19日 | 大波乱 セツとちさとの決断! | 吉川菜美 | 久万真路 |
| 最終話 | 7月26日 | ふたりが歩むそれぞれの道   | 吉川菜美 | 久万真路 |

#### ネット配信
見逃し配信は、真夜中ドラマ#ネット配信を参照。
| 配信元   | 配信対象     | 備考           |
| -------- | ------------ | -------------- |
| ひかりTV | 放送済分全話 | 有料見放題配信 |
| dTV      | 放送済分全話 | 有料見放題配信 |

| BSテレ東・テレビ大阪 真夜中ドラマ                           | BSテレ東・テレビ大阪 真夜中ドラマ      | BSテレ東・テレビ大阪 真夜中ドラマ           |
| 前番組                                                      | 番組名                                 | 次番組                                      |
| ----------------------------------------------------------- | -------------------------------------- | ------------------------------------------- |
| ハイポジ 1986年、二度目の青春。 （2020年1月12日 - 3月29日） | 女ともだち （2020年4月12日 - 7月26日） | 名建築で昼食を （2020年8月16日 - 10月18日） |